# 35007
35007 was een Nederlandse band die space- en stonerrock maakte. De band is ontstaan in Eindhoven. De cijfers "35007" leiden ondersteboven gelezen tot Engelse woord "LOOSE". Daarnaast verwijst de naam van de band naar de "zip code" (postcode) van Alabaster in de Amerikaanse staat Alabama. De drummer en bassist speelden eerder in de band Alabama Kids.
Live viel 35007 op door de visuele effecten. De band gebruikte een projectiescherm waarop live-vj Luk Sponselee - enigszins synchroon met de muziek - videobeelden of vloeistofdia's projecteerde.
De band heeft enige nummers uitgebracht met een Nederlandstalige titel (uit Especially For You: "Zandbak", "U:MU:M'NU" (een verwijzing naar de frase "Hoe moet-ie nou?")), doch voor zover er in de nummers gezongen wordt, is dat steeds in het Engels. Aanvankelijk is zang een onderdeel van het bandgeluid maar nadat zanger Eeuwout Baart eind 2000 naar Australië vertrekt ging 35007 door als instrumentale groep.
In het voorjaar van 2005 circuleerden er op het forum 3VOOR12 van de VPRO geruchten dat er problemen zouden zijn in verband met het voortbestaan van 35007. Later bracht de band hun laatste album uit, met de titel Phase V. Phase V is na de zomer van 2005 via Stickman Records verschenen.
Ex-drummer Jacco van Rooij speelde in 2006 en 2007 enige tijd bij het Noorse Motorpsycho om zich daarna weer te voegen bij het Eindhovense Suimasen waarna de band verdergaat onder de naam Neon Twin, Sander Evers speelde van 2006-2010 in de Nederlandse band Gomer Pyle en start begin 2011 met Selwyn Slop de band Monomyth, Tos Nieuwenhuizen werd lid van de Amerikaanse band Sunn O))), ex-gitarist Bertus Fridael bracht in maart 2010 album Brain-Massage uit onder de naam Mother-Unit. Marc en Luk Sponselee brachten in mei 2012 onder de naam Group Art Fou een album uit.
In december 2012 verschijnt via Burning World Records het laatste album Phase V voor het eerst op vinyl. Begin 2013 wordt bekend dat toetsenist Marc Sponselee op 30 december 2012 is overleden aan de gevolgen van een longontsteking. In de derde week van februari 2022 komt het bericht naar buiten dat Michel Boekhoudt op 18 februari is overleden.

## Bandleden
- Sander Evers - drums
- Marc Sponselee - keyboard, sounds
- Michel Boekhoudt - bas, sounds
- Tos Nieuwenhuizen - gitaar
- Luk Sponselee - VJ

Ex-bandleden:
- Eeuwout Baart - zang
- Murphy van Oijen - keyboard
- Jacco Van Rooij - drums

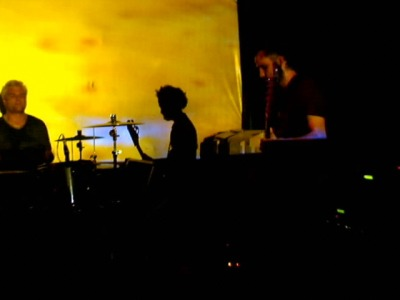
35007 live (2002, Weinheim, Duitsland).

- Bertus Fridael - gitaar, synthesizer

Gastmuzikanten
- René van Barneveld - pedal steel op Sea Of Tranquillity, Liquid en Phase V
- René De Wever (aka DJ GoDeviLLe) - DJ op 35007 (Herd)

## Discografie
- Especially For You (Lazy Eye/Semaphore, 1994) - album
- 35007 (Stickman Records, 1997; opgenomen in 35007's eigen studio "The Void") - album
- Sea Of Tranquillity (Stickman Records, 2001, opgenomen in "The Void") - EP
- Liquid (Stickman Records, 2002; opgenomen in "The Void") - album
- Phase V (Stickman Records, 28 oktober 2005; opgenomen in "The Void") - album
- Phase V Vinyl Edition (Burning World Records, december 2012; opgenomen in "The Void") - album